# Wehnsdorf
Wehnsdorf (niedersorbisch Wanojce) ist ein Ortsteil der Gemeinde Heideblick im Landkreis Dahme-Spreewald in Brandenburg.
Der Ort liegt an der K 6132, östlich verläuft die B 96.

## Sehenswürdigkeiten

### Baudenkmale
- Die Dorfkirche Wehnsdorf ist eine Feldsteinkirche aus dem 15. Jahrhundert. Um 1675 vergrößerte die Kirchengemeinde die Fenster und errichtete an der Südseite zwei Anbauten. Im Innern steht unter anderem ein Altarretabel aus der Zeit um 1720/1730.

### Naturschutzgebiete
Nordwestlich von Wehnsdorf liegt das Naturschutzgebiet Rochauer Heide.